# Ignacy Zakka I Iwas
Moran Mor Ignacy Zakka I Iwas (ur. 21 kwietnia 1933 w Mosulu, zm. 21 marca 2014 w Kilonii) – duchowny „monofizyckiego” kościoła jakobickiego, od 1980 122. patriarcha tego kościoła – „Patriarcha Antiochii i Całego Wschodu, Najwyższy Kapłan Powszechnego Syryjskiego Ortodoksyjnego Kościoła Antiochii”.
Patriarcha urodził się 21 kwietnia 1933 (niektóre źródła podają 1932) w Mosulu (Irak). Ukończył tamtejsze szkoły prowadzone przez kościół jakobicki, a następnie studiował w seminarium teologicznym świętego Efrema. Po ukończeniu seminarium przez jakiś czas był jego wykładowcą. W 1955 został sekretarzem kurii patriarchatu, następnie osobistym sekretarzem patriarchy Ignacego Efrema I Barsuma, a po jego śmierci – kolejnego patriarchy Ignacego Jakuba III.
6 czerwca 1954 Zakka Iwas został mnichem, a 11 listopada 1957 odebrał święcenia kapłańskie. W 1958 ukończył podyplomowy kurs dziennikarstwa. W latach 1960–1962 studiował anglistykę, języki orientalne i teologię pastoralną w prowadzonym przez kościół episkopalny Ogólnym Seminarium Teologicznym (General Theological Seminary) w Nowym Jorku, gdzie został magistrem anglistyki. W latach 1962 i 1963 był obserwatorem patriarchy jakobickiego na dwóch sesjach soboru watykańskiego II.
17 listopada 1963 ówczesny patriarcha jakobicki Jakub III wyświęcił Zakkę Iwasa na biskupa, nadając mu imię Seweriusza, i mianował go metropolitą archidiecezji Mosulu. Podczas remontu starożytnego jakobickiego kościoła świętego Tomasza w Mosulu, 1 września 1964 Mor Seweriusz odkrył zamurowane w jego ścianie relikwie świętego Tomasza. W 1969 Mor Seweriusz został metropolitą archidiecezji Bagdadu i Basry. W tym okresie został członkiem kilku bliskowschodnich akademii naukowych i reprezentował kościół jakobicki w Światowym Związku Kościołów. W 1978 zastępował jakobickiego metropolitę Australii.
11 lipca 1980 synod kościoła jakobickiego wybrał Mor Seweriusza na patriarchę. 14 września 1980 jakobicki katolikos Wschodu, Mor Bazyli Paweł II, w asyście arcybiskupów wyświęcił Mor Seweriusza na 122. patriarchę Antiochii pod imieniem Ignacego Zakki I. Staraniem patriarchy zostało rozbudowane jakobickie seminarium duchowne w Damaszku. Patriarcha złożył wiele wizyt apostolskich w diecezjach jakobickich całego świata, w tym dwukrotnie, w 1982 i w 2002, odwiedził kościół monofizycki w Indiach. 26 lipca 2002 patriarcha wyświęcił dotychczasowego przewodniczącego synodu kościoła Indii Mor Dionizego Tomasza na nowego katolikosa Indii pod imieniem Mor Bazylego Tomasza.
Podczas wizyty patriarchy w Watykanie, 23 czerwca 1984, patriarcha i Jan Paweł II podpisali wspólny komunikat, nawiązujący do wspólnych fundamentów nauki obu kościołów. Dążenia do interkomunii zostały potwierdzone w przemówieniach papieża i patriarchy wygłoszonych 6 maja 2001, kiedy to papież odwiedził patriarchalną katedrę świętego Jerzego w Damaszku. Podobnej treści deklarację patriarcha podpisał z prawosławnym patriarchą Antiochii.
Kuria i oficjalna siedziba patriarchy mieści się w Damaszku, jednak w rzeczywistości patriarcha przebywał stale w klasztorze świętego Efrema w Ma’arat Sayyidnaya niedaleko tego miasta.
Ignacy Zakka I zmarł 21 marca 2014 w wieku 80 lat.